# Erro fundamental de atribuição
Erro fundamental de atribuição ou viés de correspondência é um conceito da psicologia social que descreve a tendência das pessoas superestimarem as características pessoais ou disposicionais (tais como a personalidade, força ou a inteligência) de indivíduos na obtenção de determinado resultado, enquanto ignora ou subestima características da situação ou contexto (tais como o clima, as regras ou dificuldades da tarefa em si ou a influência de outras pessoas por exemplo).